# Charles Auguste de Rochechouart de Mortemart
Charles Auguste de Rochechouart (* 10. Oktober 1714 in Paris; X 27. Juni 1743 in der Schlacht bei Dettingen) aus dem Haus Rochechouart war ein französischer Hochadliger, Militär und Hofbeamter.
Er war Marquis und später Duc de Mortemart (wurde aber Duc de Rochechouart genannt), Pair de France, Grande von Spanien und Premier Gentilhomme de la Chambre du Roi.

## Leben
Charles Auguste de Rochechouart ist der zweite Sohn von Louis de Rochechouart (1681–1746) und Marie Henriette de Beauvilliers († 1718). Er wurde anfangs Marquis de Mortemart genannt.
Durch den kinderlosen Tod seines älteren Bruders Paul Louis am 4. Dezember 1731 wurde er der 5. Duc de Mortemart, Pair de France, Grande von Spanien 1. Klasse, Comte de Buzançois etc. Zudem trat er dessen Amt als Premier Gentilhomme de la Chambre du Roi als, für das er am 27. September 1718 en survivance seines Bruders bereits nominiert worden war. 
Am 15. Dezember 1731 wurde er zum Colonel des Régiment de Tonnay-Charente, das nun zum Régiment de Rochechouart umbenannt wurde.
Charles Auguste de Rochechouart heiratete am 1. März 1735 Augustine de Coétquen (* 24. Februar 1722) Tochter von Jules Malo de Coétquen, Comte de Combourg, und Marie de Nicolay (der zweiten Ehefrau seines Vaters). 
Ihr einziges Kind ist Louis François Charles Augustin (* 1739/40, † 21. Dezember 1743 in seinem vierten Lebensjahr), Duc de Rochechouart. 
1741 wurde er zum Brigadier befördert.
Charles Auguste de Rochechouart fiel am 27. Juni 1743 in der Schlacht bei Dettingen. Sein Nachfolger als Duc de Rochechouart und Premier Gentilhomme wurde sein kleiner Sohn Louis François, der noch im gleichen Jahr starb. Duc de Mortemart und Pair de France wurde sein Onkel Jean-Baptiste (1682–1757). Das Amt des Premier Gentilhomme ging 1744 an Louis François Armand de Vignerot du Plessis (1696–1788).
Augustine de Coétquen heiratete in zweiter Ehe am 29. Dezember 1744 Louis Charles de Lorraine, Prince de Lambesc, Comte de Brionne († 22. Juni 1761) (Haus Guise). Sie starb am 3. Juni 1746.